# Grad Sluis
Grad Sluis se je nahajal v mestu Sluis in je bil eden največjih gradov na Nizozemskem. 

## Zgodovina
Gradnja gradu se je začela okrog leta 1386 po ukazu Filipa Burgundskega in ga je plačala Francija. Zgrajen je bil po načrtu mojstra Marçcona Dreue de Dampmartina. Po izročilu naj bi imel 16 stolpov. Vloga gradu je bila zaščititi vhod v pristanišče Sluis. Grad so dodatno utrdili po ukazu cesarja Karla V. Od leta 1566 je grad propadal. Leta 1587 so grad osvojili Španci, leta 1604 pa so ga osvojile čete princa Mavricija. Za tem so Španci večkrat poskušali ponovno osvojiti grad, a jim ni uspelo. Pod vodstvom Menna van Coehoorna so grad in mesto dodatno utrdili.
V začetku 18. stoletja je bil del gradu že porušen, a je še vedno služil med avstrijsko nasledstveno vojno. Leta 1747 so ga zavzeli Francozi, a so ga leta 1749 prepustili republiki. Leta 1794 so grad Sluis oblegali Francozi in ga uničili. Grad je bil dokončno porušen leta 1820, ko so kamne 27. julija 1820 prodali na dražbi in uporabili za utrjevanje morskih bregov ob Zahodni Šeldi, zlasti za cinkarno v Hoofdplaatpolderju. Danes je na mestu, kjer je nekoč stal grad, ostal le relief. Ta se nahaja na skrajnem severu znotraj mestnega obzidja.
Kasteelpolder pri Sluisu je dobil ime po tem gradu, vendar je grad nekoč stal na nasprotnem bregu Zwina.